# Cratere Fitzgerald
Fitzgerald è un grande cratere lunare di 104,21 km situato nella parte nord-orientale della faccia nascosta della Luna, a ovest-sudovest del cratere Cockcroft e a circa due diametri di cratere a nordest del cratere Morse.
È un cratere con formazioni che sono state abbastanza erose da impatti successivi nelle vicinanze. Il cratere correlato più recente Fitzgerald W confina con l'orlo esterno a nordest. Una raggiera poco visibile si estende dall'orlo sudorientale del cratere correlato fino al fondo orientale di Fitzgerald, ma rimane poco chiaro se essa si sia originata dal recente impatto, o piuttosto dal cratere Moore, situato più a nord.
Parecchi altri crateri si trovano lungo il bordo di Fitzgerald: se ne osserva una coppia lungo l'orlo nordest e altri due lungo quello ovest. Le pareti interne mostrano segni di frane passate e di alcuni terrazzamenti, anche se queste formazioni sono via via scomparse col tempo. Il fondo interno è livellato e privo di formazioni, con alcune piccole irregolarità a nordest.
IL cratere è dedicato al fisico irlandese George Francis FitzGerald.

## Crateri correlati
Alcuni crateri minori situati in prossimità di Fitzgerald sono convenzionalmente identificati, sulle mappe lunari, attraverso una lettera associata al nome.
| Fitzgerald | Coordinate             | Diametro (in km) |
| ---------- | ---------------------- | ---------------- |
| B          | 29°01′12″N 170°44′24″W | 24,15            |
| W          | 28°30′00″N 173°59′24″W | 49,17            |
| Y          | 30°54′00″N 172°55′48″W | 35,46            |